# Kathrin Türks
Kathrin Josephine Türks (* 1921 in Düsseldorf; † 19. Oktober 1983) war die erste Intendantin eines Schauspielhauses in Deutschland. Sie ist die Namensgeberin der Kathrin-Türks-Halle in Dinslaken.

## Leben und Wirken
Nach dem Zweiten Weltkrieg arbeitete Kathrin Türks in verschiedenen Engagements als Schauspielerin und Regieassistentin in Kleve, Castrop-Rauxel und Bielefeld. Im September 1951 reisten Kathrin Türks und einige Ensemblemitglieder nach Auflösung des Bielefelder Zimmertheaters nach Dinslaken und boten dem Dinslakener Bergwerksdirektor Werner Hoffmann an, für die hiesigen Bergleute zu spielen. Die erste Premiere im Pestalozzidorf mit „Der Mann mit dem Zylinder“ folgte am 3. Oktober 1951. Nach weitere Auftritten folgte mit ihrer Mitwirkung am 15. September 1952 die Gründung der Notgemeinschaft „Der Burghof, Theater für bergmännische Kulturarbeit“.
Unter der Leitung von Kathrin Türks und Walter Rolshoven wurde am 16. Februar 1955 das Kollektiv als Verein „Burghofbühne e.V., Theater zur Förderung der bergmännischen Kulturarbeit“ umformiert. "Der Burghof" wurde damit nach 319 Vorstellungen offiziell die "Burghofbühne" und bietet als eine der ersten bundesdeutschen Bühnen seit 1956 ganzjährig Kinder- und Jugendtheateraufführungen an. Im Juni 1975 schlossen sich die Burghofbühne Dinslaken und das Theater am Niederrhein zu einer Kooperation zusammen, Ziel war eine Fusion zu einem Landestheater Niederrhein. Kathrin Türks übernahm die gemeinsame Intendanz beider Häuser und wurde damit die erste Intendantin eines Schauspielhauses in der Bundesrepublik. In der Folge wurde Kathrin Türks am 6. November 1976 zur 1. Vorsitzenden der ASSITEJ (Internationale Vereinigung der Kinder- und Jugendtheater). Bekannt wurde sie unter anderem für ihr "Handbuch zur Kinder- und Jugendarbeit".

## Ehrungen
Ihr zu Ehren wird mit einer Unterbrechung von 1994 bis 2008 seit 1986 im zweijährlichen Turnus der Kathrin-Türks-Preis verliehen. Die Dinslakener Stadthalle trägt ebenso ihren Namen. Anlässlich des 20. Todestages von Kathrin Türks im Oktober 2003 wurde sie zur „Kathrin-Türks-Halle“ umbenannt.

## Auszeichnungen
Am 8. Juli 1982 erhielt Kathrin Türks das Bundesverdienstkreuz am Bande.